# 혼도 (영화)
혼도(Hondo)는 미국에서 제작된 존 패로우 감독의 1953년 드라마, 멜로/로맨스 영화이다. 존 웨인 등이 주연으로 출연하였고 로버트 펠로우스 등이 제작에 참여하였다.

## 출연

### 주연
- 존 웨인

### 조연
- 제라르딘 페이지
- 워드 본드
- 마이클 페이트
- 제임스 아네스
- 로돌포 아코스타
- 레오 고든
- 톰 아이리쉬
- 리 애이커
- 레이포드 반즈
- 폴 픽스
- 척 로버슨

## 제작진
- 원작자: 루이스 라모르
- 미술: 알프레드 이바라